# 10254 Гунсрюк
10254 Гунсрюк (10254 Hunsrück) — астероїд головного поясу, відкритий 29 вересня 1973 року.
Тіссеранів параметр щодо Юпітера — 3,612.